# Alypia conjuncta
Alypia conjuncta là một loài bướm đêm trong họ Noctuidae.